# John Massari
Pour les articles homonymes, voir Massari.
John Massari (de son nom de naissance Giovanni Massari) est un compositeur de musiques de film américain, né le 25 mars 1957 à New York.
Il est principalement connu pour  avoir composé la musique du film de 1988, Les Clowns tueurs venus d'ailleurs ainsi qu'un thème musical de l'émission Le Monde merveilleux de Disney. Il a par ailleurs créé la conception sonore du tube de Lady Gaga, Bad Romance.

## Filmographie

### Compositeur

#### Cinéma
- 1988 : Les Clowns tueurs venus d'ailleurs.
- 1991 : Cœur d'acier
- 1995 : Kickboxer 5 : Le Dernier Combat

#### Télévision
- 1979 : Disney Parade (1 épisode)
- 1982 : Pour l'amour du risque (1 épisode)
- 1986 : Ray Bradbury présente (en)
- 2007-2008 : État paranormal (10 épisodes)
- 2009 : Horizon (1 épisode)
- 2010 : Supernanny (1 épisode)
- 2010 : On ne vit qu'une fois (1 épisode)
- 2010 : Hoarders (1 épisode)

## Distinctions

### Nominations
- Saturn Award :
  - Saturn Award de la meilleure musique 1990 (Les Clowns tueurs venus d'ailleurs)
- CableACE Award :
  - Meilleure musique originale 1987 (Ray Bradbury présente (en))